# De 24 voorbeelden van xiao

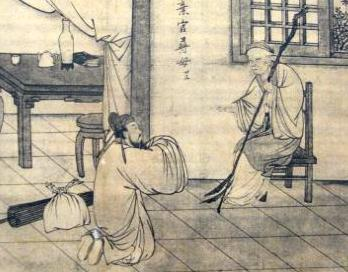
Afbeelding uit 24 klassieke voorbeelden van kinderlijke gehoorzaamheid uit 1846

De vierentwintig voorbeelden van xiao is een Chinees confucianistisch boek dat voor het eerst werd gedrukt tijdens de Mongoolse Yuan-dynastie. Het boek vertelt over vierentwintig verschillende personen van vóór deze dynastie. Deze vierentwintig personen hebben elk iets gedaan wat xiao was. Ze zijn voorbeelden voor kinderen die leren om goed voor hun ouders te zijn. Het verhaal verschijnt vaak in tongsings met plaatjes erbij.

## De 24 personages in het boek en de dynastie waaruit zij stammen
1. Yu Shun 虞舜 (mythische periode)
2. Han Wendi 刘恒/汉文帝 (Westelijke Han-dynastie)
3. Zengzi 曾参 (Periode van Lente en Herfst)
4. Min Sun 闵损 (Periode van Lente en Herfst)
5. Zilu 仲由 (Periode van Lente en Herfst)
6. Dong Yong 董永 (Oostelijke Han-dynastie)
7. Tanzi 郯子 (Periode van Lente en Herfst)
8. Jiang Ge 江革 (Periode van Lente en Herfst)
9. Lu Ji 陆绩 (Drie Koninkrijken)
10. mevrouw Tang 唐夫人 (Tang-dynastie)
11. Wu Meng 吴猛 (Jin-dynastie (265-420))
12. Wang Xiang 王祥 (Jin-dynastie (265-420))
13. Guo Ju 郭巨 (Jin-dynastie (265-420))
14. Yang Xiang 杨香 (Jin-dynastie (265-420))
15. Zhu Shouchang 朱寿昌 (Song-dynastie)
16. Geng Qianlou 庚黔娄 (Zuidelijke Qi-dynastie)
17. Lao Caizi 老莱子 (Periode van Lente en Herfst)
18. Cai Shun 蔡顺 (Han-dynastie)
19. Huang Xiang 黄香 (Oostelijke Han-dynastie)
20. Jiang Shi 姜诗 (Oostelijke Han-dynastie)
21. Wang Pou 王裒 (Westelijke Jin-dynastie)
22. Ding Lan 丁兰 (Oostelijke Han-dynastie)
23. Meng Zong 孟宗 (Drie Koninkrijken)
24. Huang Tingjian 黄庭坚 (Noordelijke Song-dynastie)

Korte weergave van de bijbehorende verhalen:
| Yu Shun        | Dit verhaal speelt zich af in de kindertijd van Shun, een mythische Chinese heerser. De moeder van Shun stierf toen hij jong was, dus zijn vader hertrouwde en had een andere zoon met de stiefmoeder van Shun. Shun bleef gehoorzaam aan zijn vader, respecteerde zijn stiefmoeder en hield van zijn halfbroer, ook al probeerden ze hem te doden. Zijn kinderlijke gehoorzaamheid ontroerde de goden, zodat ze hem beschermden tegen schade en de dieren hem hielpen bij zijn dagelijkse taken op het land. |
| Han Wendi      | Liu Heng (later: keizer Wen van Han) stond bekend om zijn respect voor zijn moeder, keizerin Dowager Bo. Toen ze ziek was, zorgde hij persoonlijk voor haar en besteedde hij zorgvuldig aandacht aan haar behoeften. Toen haar medicijnen werd geschonken, stond hij erop om het eerst te proeven om ervoor te zorgen dat het veilig voor haar was om te consumeren. |
| Zengzi         | Zeng Shen werd geboren in een arm gezin en stond bekend om zijn kinderlijke gehoorzaamheid. Toen hij eens brandhout aan het verzamelen was, kwamen er een paar bezoekers opdagen bij zijn huis. Zijn moeder beet in haar vinger en hoopte dat hij iets zou voelen en snel thuis zou komen. Zoals ze verwachtte, voelde Zeng een scherpe pijn in zijn hart en dacht dat er iets met zijn moeder was gebeurd, dus rende hij onmiddellijk naar huis. Zijn moeder vertelde hem de reden toen hij terugkeerde. De gasten roemden hem om zijn respect voor zijn ouders. |
| Min Sun        | Min Sun's moeder stierf vroeg, dus zijn vader hertrouwde en kreeg twee andere zonen. Min werd mishandeld door zijn stiefmoeder, maar hij had nooit wrok jegens haar. Tijdens de winter bereidde zijn stiefmoeder een jas van rietkatjes voor hem, maar bereidde jassen van katoen voor zijn halfbroers. Op een dag volgde Min zijn vader en werd hem opgedragen het rijtuig te besturen. Omdat de jas echter te dun was, was Min niet in staat de kou te weerstaan, dus rilde hij en kon hij zich niet concentreren op de taak die moest worden uitgevoerd. Hij heeft per ongeluk de koets in een greppel laten vastlopen. Min's vader was woedend en begon hem te slaan totdat zijn kleren scheurden en de rieten katjes eruit kwamen. Toen besefte Min's vader dat zijn zoon werd mishandeld. Hij was zo boos dat hij de stiefmoeder van Min uit de familie wilde verwijderen. Min smeekte echter zijn vader om zijn stiefmoeder te sparen en zei: "Als zij blijft, lijd ik alleen. Maar als u haar wegstuurt, zullen mijn broers en ik lijden." Min's stiefmoeder was zo geraakt dat ze haar acties betreurde en Min nooit meer mishandelde. |
| Zilu           | Zilu werd geboren in een arm gezin. Toen hij jong was, reisde hij vaak een afstand van huis en droeg een zak rijst mee om zijn ouders te voeden. Hij at alleen wilde groenten. Vele jaren later, toen hij een belangrijke en rijke functionaris werd in de staat Chu, waren zijn ouders al overleden. Hij herinnerde zich vaak zijn verleden en klaagde: "Ik kan nooit wilde groenten meer eten en rijst terugbrengen voor mijn ouders." |
| Dong Yong      | Dong Yong verloor zijn moeder op jonge leeftijd, dus hij woonde bij zijn vader, die ook niet lang later stierf. Omdat hij het zich niet kon veroorloven zijn vader een goede begrafenis te geven, verkocht Dong zichzelf als slaaf aan een rijke man, die de begrafenis van zijn vader betaalde. Op een dag ontmoette hij een dakloze vrouw en trouwde met haar. Ze hielp hem binnen een maand 300 rollen zijde te weven. Dong verkocht de zijde en gebruikte het geld om zijn vrijheid te kopen. Op de terugweg onthulde de vrouw dat ze eigenlijk de dochter van de hemelse keizer was en naar de aarde werd gestuurd om Dong te helpen zijn vrijheid terug te krijgen. Daarna keerde ze terug naar de hemel omdat haar taak was voltooid. |
| Tanzi          | De oudere ouders van Tan Zi raakten hun gezichtsvermogen kwijt en geloofden dat de melk van een hinde hen kon genezen. Toen hij dat hoorde, bedekte Tan Zi zichzelf met de huid van een hert en kwam hij in de buurt van een hinde om de melk te verkrijgen. Hij herhaalde het proces elke dag. Eens zag een jager hem als een echt hert en doodde hem bijna, maar Tan Zi onthulde zichzelf en legde de situatie uit aan de jager. |
| Jiang Ge       | Jiang Ge droeg zijn moeder op zijn rug en zorgde voor haar tijdens een reis van Linzi naar Xiapi. Toen ze onderweg rovers tegenkwamen, smeekte Jiang hen in tranen om hem en zijn moeder te sparen. De overvallers waren zo geraakt door Jiang's kinderlijke gehoorzaamheid dat ze hem en zijn moeder spaarden en hem op een veilige reisroute wezen. In Xiapi werkte Jiang hard om ervoor te zorgen dat zijn moeder comfortabel kon leven. |
| Lu Ji          | Toen Lu Ji zes jaar oud was, bracht zijn vader Lu Kang hem eens naar Yuan Shu. Yuan trakteerde ze op mandarijntjes. Lu nam er twee en verborg ze in zijn mouw. Terwijl Lu en zijn vader zich voorbereidden om te vertrekken, rolden de mandarijntjes plotseling uit zijn mouw. Yuan lachte: "Je bent als gast gekomen. Moet je mandarijntjes van je gastheer verbergen als je weggaat?" Lu antwoordde: "Mijn moeder houdt van mandarijntjes, dus ik wilde ze naar huis brengen om het te proberen." Yuan was erg onder de indruk van Lu's kinderlijke gehoorzaamheid. |
| mevrouw Tang   | Mevrouw Tang was de grootmoeder van een militaire gouverneur genaamd Cui Shannan. Dit verhaal speelde zich waarschijnlijk af in de kindertijd van Cui. Cui's overgrootmoeder, mevrouw Zhangsun, was heel oud en had al haar tanden verloren. Mevrouw Tang zorgde voor haar schoonmoeder en gaf haar jarenlang borstvoeding. Toen mevrouw Zhangsun op haar sterfbed lag, riep ze al haar familieleden op en zei: "Ik kan de schoonheid van mijn schoondochter nooit terugbetalen. Ik hoop alleen dat jullie haar zo goed zullen behandelen als zij mij." Nadat Cui opgroeide, volgde hij de woorden van zijn overgrootmoeder en behandelde zijn grootmoeder vriendelijk. |
| Wu Meng        | Wu Meng stond al bekend om zijn kinderlijke gehoorzaamheid toen hij nog een kind was. Zijn familie was arm en kon geen muskietennetten betalen. Tijdens de zomeravonden kleedde Wu zich uit en ging bij de bedden van zijn ouders zitten om muggen zijn bloed te laten zuigen in de hoop dat ze zijn ouders niet zouden storen. |
| Wang Xiang     | De moeder van Wang Xiang stierf toen hij jong was. Zijn stiefmoeder had een hekel aan hem en sprak vaak kwaad over hem tegenover zijn vader, waardoor hij de liefde van zijn vader verloor. Wang bleef echter nog steeds trouw aan hen en hij zorgde persoonlijk voor hen terwijl ze ziek waren. Eens, tijdens de winter, had de stiefmoeder van Wang plotseling een verlangen naar karper. Wang reisde naar de bevroren rivier, kleedde zich uit en legde op het ijzige oppervlak. Het ijs ontdooide en Wang kon twee karpers vangen voor zijn stiefmoeder. |
| Guo Ju         | Guo Ju woonde bij zijn moeder, vrouw en zoon. Hij stond erom bekend dat hij erg respectvol was voor zijn moeder. Zijn familie was echter arm en Guo maakte zich zorgen toen hij besefte dat de voedselvoorziening van zijn familie niet in staat was om vier mensen te voeden. Na overleg met zijn vrouw namen ze een pijnlijke beslissing om hun zoon levend te begraven, zodat ze een mond minder te eten zouden hebben. Hij voelde ook dat hij en zijn vrouw weer een ander kind konden krijgen, maar hij kon zijn moeder niet terug hebben als hij haar verloor. Terwijl Guo aan het graven was, ontdekte hij een stapel goud en een briefje waarop stond dat het goud hem een geschenk uit de hemel was. Met het goud kon Guo voor zijn hele familie zorgen. |
| Yang Xiang     | Toen Yang Xiang 14 was, hielp hij ooit zijn vader om de gewassen te oogsten. Een tijger verscheen plotseling en viel zijn vader aan. Wanhopig sprong Yang op de tijger en probeerde hem met zijn blote handen te wurgen. De tijger liet zijn vader vrij en rende weg. |
| Zhu Shouchang  | Toen Zhu Shouchang zeven jaar oud was, werd zijn moeder (de concubine van zijn vader) door zijn stiefmoeder (de hoofdvrouw van zijn vader) van huis verdreven. Toen hij opgroeide, werd hij een overheidsfunctionaris en bekleedde hij jarenlang zijn functie. Hij miste zijn moeder en hoopte zich met haar te herenigen, ook al hadden ze elkaar al meer dan 50 jaar niet gezien. Toen hij aanwijzingen kreeg van haar verblijfplaats, gaf hij zijn carrière op, reisde ver op zoek naar haar en zwoer nooit op te geven tot hij haar vond. Hij werd uiteindelijk herenigd met zijn moeder, die toen al in de zeventig was. |
| Geng Qianlou   | Yu Qianlou werd aangesteld als de magistraat van de provincie Chanling. Op een dag, nadat hij minder dan tien dagen in functie was, had hij plotseling het gevoel dat er thuis iets was gebeurd, dus nam hij ontslag en ging naar huis. Toen hij thuis kwam, hoorde hij dat zijn vader twee dagen ernstig ziek was. De arts vertelde hem dat de manier om de toestand van zijn vader te controleren was om zijn ontlasting te proeven. Als ze bitter smaken, betekende dit dat zijn vader in orde was. Yu proefde vervolgens de uitwerpselen van zijn vader en ontdekte dat ze zoet smaken, dus werd hij erg bezorgd. 's Nachts bad hij tot de goden en gaf uiting aan zijn bereidheid om in de plaats van zijn vader te sterven. Zijn vader stierf enkele dagen later. Yu begroef zijn vader en rouwde drie jaar. |
| Jiang Ge       | Laolaizi was een kluizenaar die in de staat Chu woonde. Hij stond erom bekend dat hij erg respectvol was voor zijn ouders. Zelfs op middelbare leeftijd kleedde hij zich nog steeds in felgekleurde kleding, speelde met speelgoed en gedroeg zich op een kinderachtige manier om zijn ouders te amuseren en hen gelukkig te houden. |
| Cai Shun       | Cai Shun verloor zijn vader toen hij jong was, dus hij woonde bij zijn moeder, aan wie hij zeer trouw was. Tijdens die chaotische tijden waren de voedselprijzen hoog, dus aten Cai en zijn moeder moerbeien om zichzelf te onderhouden. Op een dag, terwijl Cai moerbeien verzamelde, ontmoette hij Chimei-rebellen, die hem vroegen waarom hij zwarte en rode moerbeien scheidde en in verschillende manden plaatste. Cai antwoordde dat de zwarte (die zoet smaakte) voor zijn moeder waren, terwijl de rode (die zuur smaakte) voor zichzelf waren. De rebellen waren onder de indruk van zijn kinderlijke gehoorzaamheid en gaven hem wat rijst en een hoef van een koe. |
| Huang Xiang    | Huang Xiang verloor zijn moeder toen hij negen jaar oud was, dus hij woonde bij zijn vader en was zeer trouw aan zijn vader. In de zomer waaierde Huang het kussen van zijn vader uit om ervoor te zorgen dat zijn vader 's nachts comfortabel kon slapen. In de winter wikkelde hij zich met de deken van zijn vader om hem op te warmen. |
| Jiang Shi      | Jiang Shi en zijn vrouw waren allebei erg trouw aan zijn moeder. Ze woonden op een afstand van de rivier. Omdat de moeder van Jiang graag water uit de rivier dronk en vis uit de rivier at, vond het echtpaar het niet erg om dagelijks lange afstanden te reizen om water te verzamelen en vis te vangen om haar te plezieren. Toen de moeder van Jiang zei dat ze de voorkeur gaf aan meer gezelschap, nodigde het echtpaar hun buren uit om mee te eten. Op een dag keerde Jiang's vrouw niet op tijd terug van haar reis naar de rivier vanwege het slechte weer. Jiang dacht dat ze respectloos was tegenover zijn moeder door haar te laten wachten, dus jaagde hij zijn vrouw woedend weg. De vrouw van Jiang verbleef in het huis van een buurman en bracht de nacht door met het weven van kleding voor haar schoonmoeder, en vroeg de buren haar te helpen ze de volgende dag af te leveren. Toen de moeder van Jiang de waarheid hoorde, beval ze haar zoon om haar schoondochter mee naar huis te nemen. Op de dag dat Jiang's vrouw terugkwam, barstte plotseling een fontein voor het huis uit en het water eruit smaakte precies zoals het water uit de rivier. Bovendien sprongen er elke dag twee karpers uit de fontein. Vanaf dat moment hoefden Jiang en zijn vrouw niet langer naar de rivier te reizen om water te verzamelen en vis te vangen. |
| Wang Pou       | De moeder van Wang Pou was bang voor het geluid van donder toen ze nog leefde. Nadat ze stierf, haastte Wang zich, telkens wanneer Wang donder hoorde, naar haar graf om haar grafsteen te knuffelen en haar te troosten. |
| Ding Lan       | Ding Lan werd op jonge leeftijd wees, maar hij miste zijn ouders zo erg dat hij houten beeldjes in hun gelijkenis sneed en ze behandelde alsof ze leefden. Op een dag, toen Ding weg was, prikte zijn vrouw nieuwsgierig een naald in een van de beeldjes. Tot haar schok begon het beeldje te bloeden. Toen Ding thuiskwam, zag hij het beeldje bloeden en tranen uit zijn ogen stromen, dus vroeg hij zijn vrouw wat er gebeurde. Nadat hij de waarheid had geleerd, was hij zo boos dat hij van zijn vrouw scheidde en haar wegjaagde. |
| Meng Zong      | De vader van Meng Zong stierf toen hij jong was, dus hij woonde bij zijn moeder. Toen zijn moeder ziek was, stelde de arts eens voor dat ze soep van verse bamboescheuten dronk. Het was echter toen in de winter en er waren geen bamboescheuten. Wanhopig ging Meng alleen naar het bamboebos en huilde. Op dat moment hoorde hij een hard geluid en zag hij bamboescheuten uit de grond schieten. Hij was zo blij dat hij ze verzamelde, naar huis ging en soep maakte voor zijn moeder. Ze herstelde van haar ziekte na het drinken van de soep. |
| Huang Tingjian | Huang Tingjian was erg respectvol voor zijn moeder en zorgde voor haar persoonlijk, zelfs nadat hij een overheidsfunctionaris was geworden. Hij waste zelfs de bedpan van zijn moeder. |

## Vertaling
- Meurs, H. van, "Hiao". Chineesche kinderliefde. De kinderliefde als grondslag van Confucius' leer der staatsharmonie en de vermaarde 24 klassieke voorbeelden van die deugd / uit het Chineesch vertaald en toegelicht door H. van Meurs, Hilversum (Brand) 1938.